# Licentia docendi

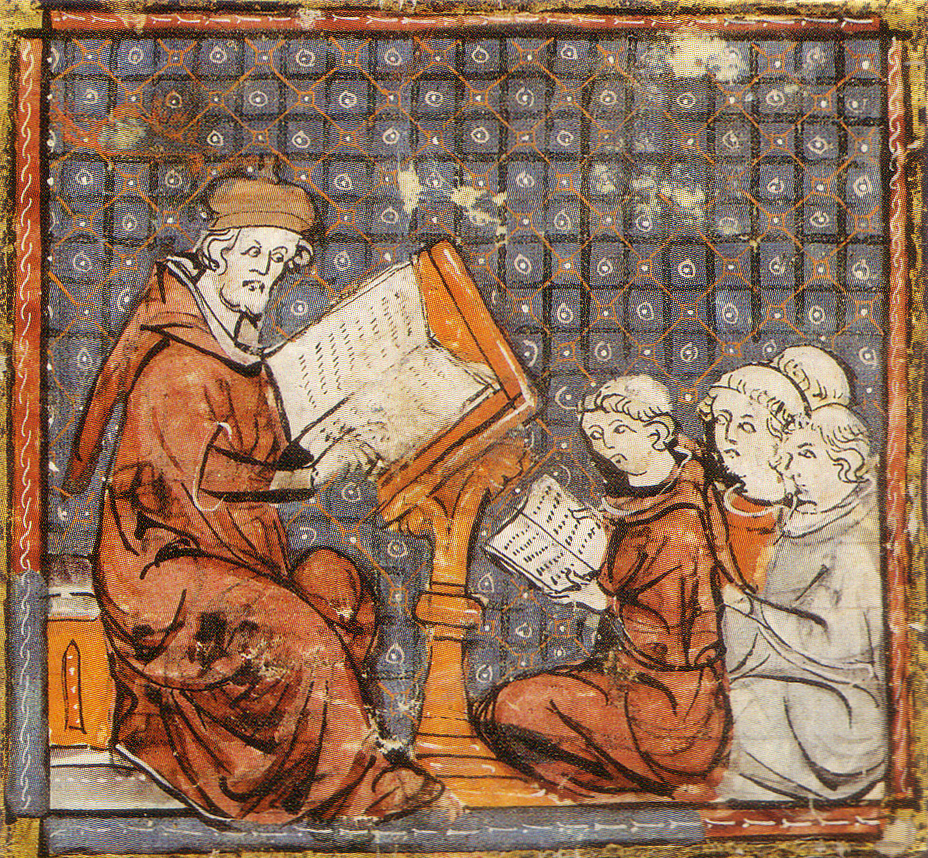
Un professore tiene una lezione all'università di Parigi nel tardo XIV secolo

La licentia docendi era il permesso di poter insegnare rilasciato dalle autorità nel medioevo.

## Storia
Nel XII secolo ci si inizia a preoccupare della modalità di accesso all'insegnamento. Infatti fino a questo momento chiunque volesse poteva insegnare con la sola condizione necessaria di avere un uditorio di studenti. Tutto ciò aveva causato delle controversie dottrinali, dato che spesso le dottrine diffuse da questi insegnanti non erano in linea con l'ortodossia ecclesiastica. Non tutte le scuole infatti si trovavano all'interno dei monasteri, ma anche al di fuori di questi, il che le portava ad assumere caratteristiche più laiche e ad avere una maggiore autonomia di pensiero.
La Licentia Docendi, inizialmente, veniva rilasciata dai vescovi per l'insegnamento limitato nelle loro diocesi, e dai responsabili delle collegiali per insegnare nel loro territorio di competenza. Per evitare difficoltà materiali, dal momento che l'insegnamento doveva per lo più essere gratuito, agli insegnanti venne assegnata una praebenda come per i canonici, in modo da assicurare la loro sussistenza. Nel 1179, con il Concilio Lateranense III vengono date precise consegne nel capitolo diciottesimo. D'altra parte, la licentia veniva rilasciata gratuitamente a chiunque si fosse dimostrato meritevole di riceverla, anche se non si conosce quali fossero i requisiti pratici richiesti per poterla ottenere, i quali si andranno precisando solamente in seguito, in particolare con la nascita delle Università.
Nel secolo successivo infatti, le modalità di accesso all'insegnamento si definiranno maggiormente grazie ad esami sempre più simili in tutte le facoltà europee. Il titolo principale rimarrà la licentia che assumerà un diverso significato da quello che aveva nel XII secolo, quando venne istituita: il suo valore non era più limitato alla sola diocesi di riferimento, poiché i vescovi o i cancellieri che la rilasciavano lo facevano ora in nome del Papa (protettore dell'università), il che conferiva al titolo una validità universale (licentia ubique docendi). D'altra parte il candidato veniva ora giudicato da una giuria di maestri che presiedevano un esame e conferivano la licenza solo questo veniva superato. L'esame consisteva nella dimostrazione delle proprie conoscenze attraverso lo svolgimento di una lectio o in una disputatio davanti alla giuria.
Più tardi, alla licenza si aggiunsero il baccalaureato e il dottorato.